# Projet français d'invasion de la Grande-Bretagne (1744)
Pour les articles homonymes, voir Projet français d'invasion de l'Angleterre.
Guerre de Succession d'Autriche
Batailles
- Mollwitz (04-1741)
- Chotusitz (05-1742)
- Sahay (05-1742)
- Prague (06/12-1742)
- Dettingen (06-1743)
- Cap Sicié (02-1744)
- 19 mai 1744
- Menin (05/06-1744)
- Ypres (06-1744)
- Furnes (07-1744)
- Fribourg (11-1744)
- Tournai (04/06-1745)
- Pfaffenhofen (04-1745)
- Fontenoy (05-1745)
- Hohenfriedberg (06-1745)
- Melle (07-1745)
- Gand (07-1745)
- Bruges (07-1745)
- Audenarde (07-1745)
- Termonde (08-1745)
- Ostende (08-1745)
- Nieuport (08/09-1745)
- Ath (09/10-1745)
- Soor (09-1745)
- Hennersdorf (11-1745)
- Kesselsdorf (12-1745)
- Culloden (04-1746)
- Mons (06/07-1746)
- Bruxelles (01/02-1746)
- Namur (09-1746)
- Charleroi (07/08-1746)
- Lorient (09/10-1746)
- Rocourt (10-1746)
- Cap Finisterre (1er) (05-1747)
- Lauffeld (07-1747)
- Bergen-op-Zoom (07/09-1747)
- Cap Finisterre (2e) (10-1747)
- Saint-Louis-du-Sud (03-1748)
- 18 mars 1748
- Maastricht (04/05-1748)

Campagnes italiennes
- Combat de Saint-Tropez (06-1742)
- Camposanto (02-1743)
- Villafranca (04-1744)
- Casteldelfino (07-1744)
- Velletri (08-1744)
- Madonne de l'Olmo (09-1744)
- Bassignana (09-1745)
- Josseau (10-1745)
- Plaisance (06-1746)
- Tidone (08-1746)
- Rottofreddo (08-1746)
- Gênes (1er) (12-1746)
- Gênes (2e) (07-1747)
- Assietta (07-1747)

Le projet français d'invasion de la Grande-Bretagne de 1744 se déroule dans le cadre de la guerre de Succession d'Autriche. 
Une force d'invasion est rassemblée à Dunkerque, mais les vaisseaux qui doivent transporter les troupes sont endommagés par plusieurs tempêtes et le gouvernement français met fin au projet.
Cet échec jouera un rôle lors du projet d'invasion de 1759, qui sera lui aussi un échec.

## Contexte
La Grande-Bretagne (George II) est depuis 1739 en guerre dans le monde colonial avec l'Espagne (Philippe V). Bien qu'alliée de l'Espagne, du fait du pacte de famille des Bourbons, la France n'entre pas dans ce conflit.
En Europe, la guerre de Succession d'Autriche commence en 1740-1741, opposant la France alliée de la Prusse (Frédéric II) et de la Bavière (Charles Albert, alors empereur) à l'Autriche (Marie-Thérèse) alliée de la Grande-Bretagne et des Provinces-Unies. L'Espagne (avec le royaume de Sicile) intervient en Italie où l'Autriche trouve un nouvel allié dans le royaume de Sardaigne (Charles-Emmanuel III). Les flottes anglaise et espagnole s'affrontent donc en Méditerranée à partir de la fin de 1741. 
La France, officiellement, n'est pas en guerre contre la Grande-Bretagne (la déclaration interviendra le 15 mars 1744, après l'échec de l'invasion), mais fait tout de même des préparatifs ; les Britanniques sont particulièrement inquiets de l'extension des fortifications du port de Dunkerque. 
Sur terre, les armées française et britannique se sont affrontées en Allemagne à Dettingen (27 juin 1743) et les deux pays sont ipso facto en guerre à la fin de l'année 1743. 

## Le projet
Les ministres de Louis XV sont convaincus qu'une attaque directe contre la Grande-Bretagne est nécessaire et commencent à envisager l'idée d'une invasion des îles Britanniques. L'aide financière britannique est en effet essentielle pour financer l'effort de guerre de ses alliés continentaux. Une invasion porterait un coup décisif à l'économie britannique et contraindrait le pays à sortir de la guerre, laissant le champ libre aux armées françaises sur le continent. 
Le plan français prévoit de placer sur le trône de Grande-Bretagne le prétendant jacobite Jacques François Stuart (Jacques III), qui vit alors en exil à Paris. Il sortirait la Grande-Bretagne de la guerre et en ferait un allié dévoué du gouvernement de Louis XV. L'alliance anglo-autrichienne (en) prendrait fin, tout comme l'alliance entre la Grande-Bretagne et les Provinces-Unies. 
Le gouvernement français espère que les Jacobites servant dans la marine et dans l'armée britannique viendront en aide à la force d'invasion (cette croyance se révélera trop optimiste, de nombreux officiers identifiés comme Jacobites ne l'étant pas réellement). 
Sur le plan technique, le Secrétaire d’État à la Marine Maurepas a chargé Joseph Pellerin, intendant-général des Armées navales, en qui il a toute confiance, de préparer l'invasion. 

## Les préparatifs

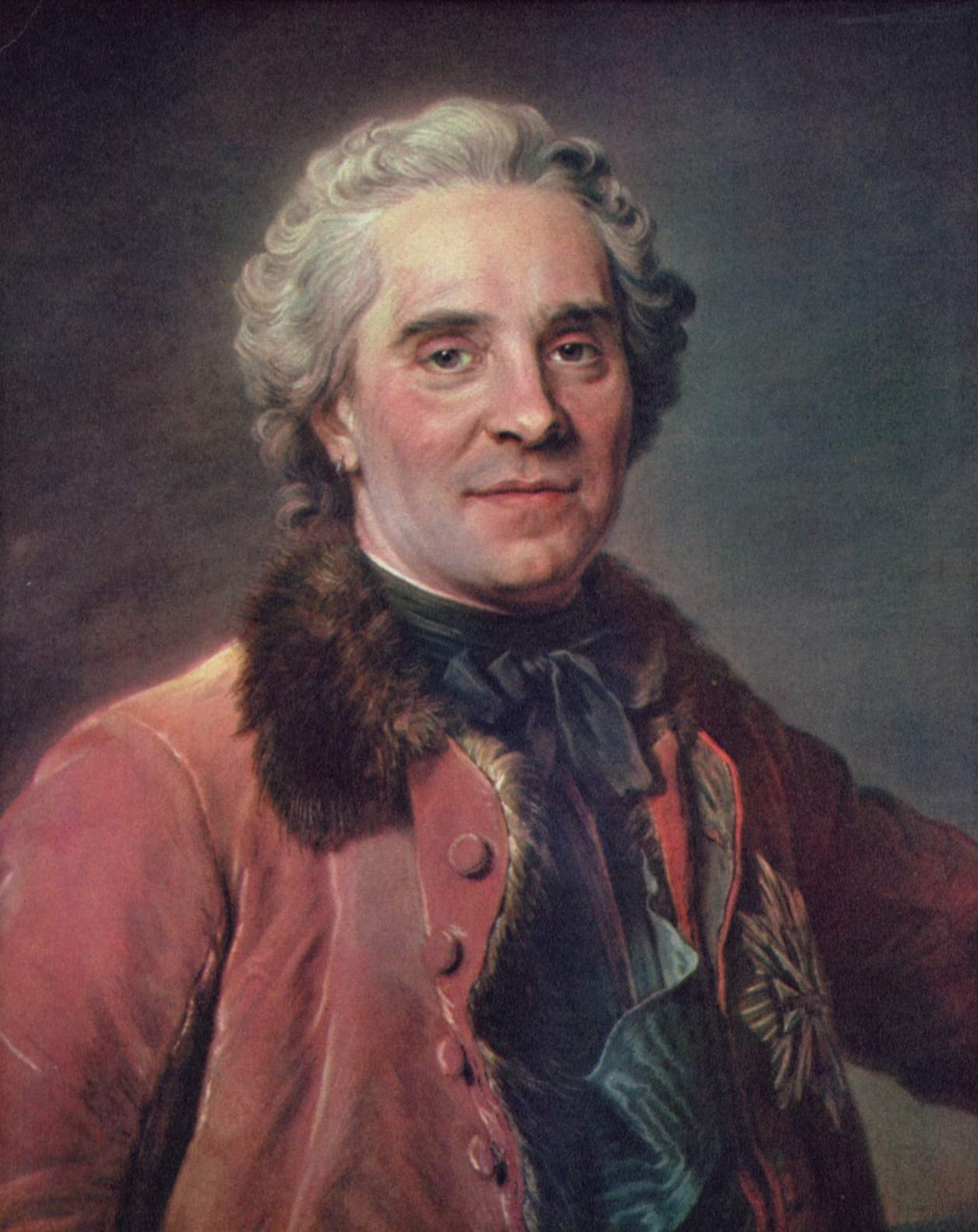
L'expérimenté maréchal de Saxe reçoit le commandement de la force d'invasion française.

Les Français prévoient un débarquement à Maldon, dans l'Essex. Une armée comptant entre 6 000 et 15 000 hommes est réunie dans la région de Dunkerque sous le commandement de Maurice de Saxe. Des barges à fond plat sont construites et approvisionnées dans les ports du nord de la France.
Une escadre  de dix-neuf vaisseaux, sous les ordres du comte de Roquefeuil, doit partir de Brest pour vérifier que la flotte britannique n'est pas présente dans la Manche entre Dunkerque et la côte anglaise. Un message serait alors envoyé au maréchal de Saxe pour l'informer que la traversée est réalisable. 
Mais des agents de renseignement à Rome et à Paris apprennent l'existence de tous ces préparatifs et en informent leur gouvernement. Des mesures sont prises : sur les 10 000 hommes que compte alors l'armée britannique, 7 000 hommes sont déployés pour protéger Londres et le sud-est de l'Angleterre. La Manche est surveillée par une escadre de vingt-cinq bâtiments commandée par l'amiral John Norris.

## Le déroulement des opérations

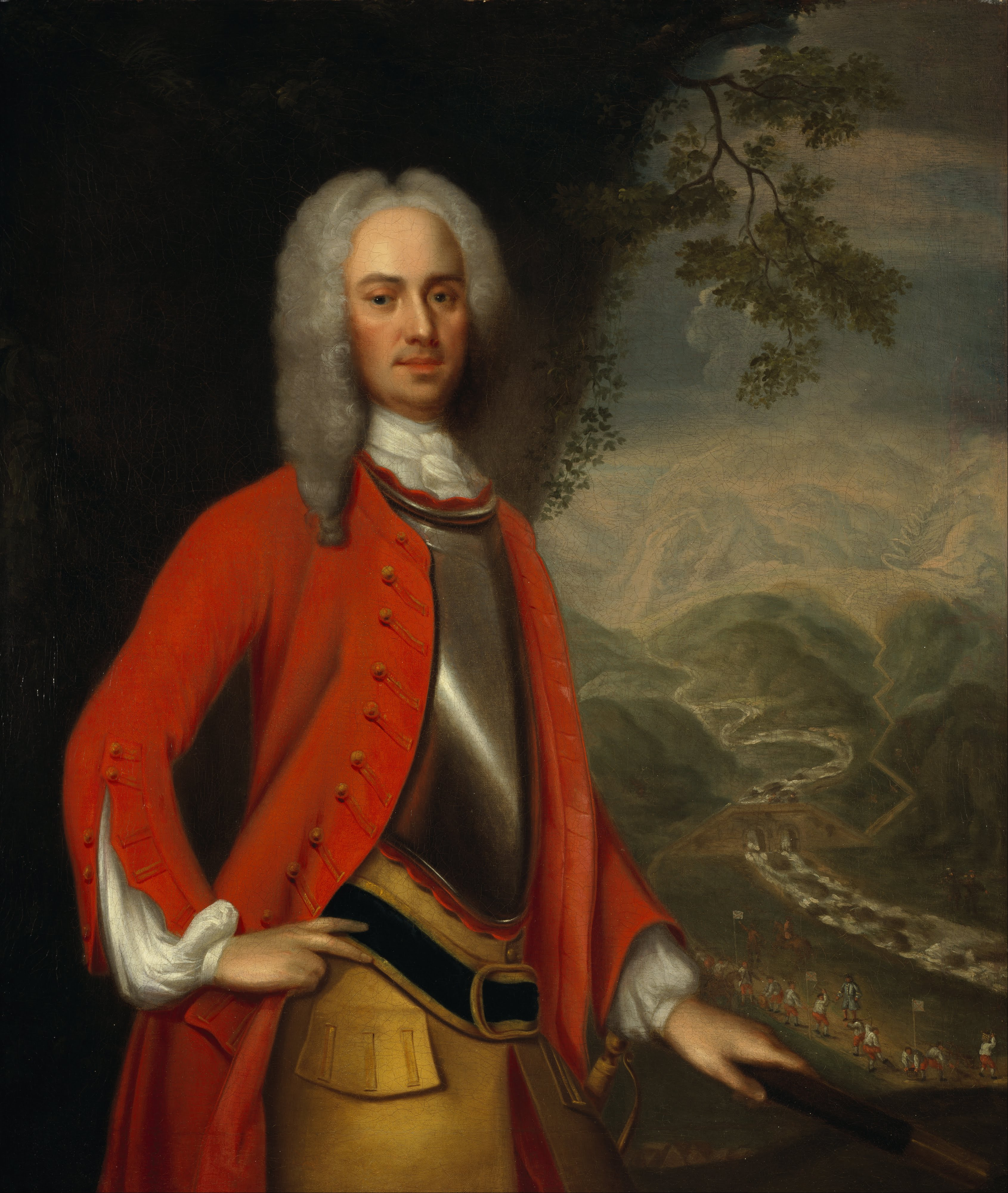
George Wade devait commander les troupes britanniques chargées de repousser la tentative d'invasion.

L’escadre de Roquefeuil appareille le 6 février. Les Français pensent que la flotte de John Norris croise au large de Portsmouth, alors qu'en réalité, elle se trouve face aux Downs. Lorsque Roquefeuil arrive face au cap Dungeness le 27 février, il aperçoit la flotte de Norris et bat en retraite. Norris engage la chasse, mais l'escadre de Roquefeuil réussit à s'échapper sous la protection d'une tempête inopinée, non sans souffrir de graves avaries.
La flotte d’invasion, principalement composée de bâtiments de transport de troupes, est sortie en mer plusieurs jours auparavant. Elle aussi est atteinte par une violente tempête ; douze barges coulent, dont sept avec tous leurs occupants. Les autres navires sont contraints de rentrer à Dunkerque. Une semaine plus tard, l'escadre de Roquefeuil regagne Brest elle aussi sérieusement endommagée par la force exceptionnelle des éléments. 
De leur côté, les vaisseaux britanniques ont pu regagner leurs ports en toute hâte et n'ont pas eu à subir de si gros dégâts. 
Le gouvernement français ne voyant pas de possibilité immédiate de succès met un terme au projet d'invasion.

## Suites
Les forces de Maurice de Saxe vont être envoyées dans les Flandres voisines afin de commencer l'offensive vers les Pays-Bas autrichiens (prise de Courtrai le 17 mai).
L'année suivante, une force française moins importante débarque au nord de l'Écosse pour soutenir la rébellion jacobite conduite par Charles Édouard Stuart. Lorsque celui-ci atteint Derby, le gouvernement français consent à lui envoyer des renforts plus importants, mais cette décision est trop tardive. Au moment où l'expédition de soutien est prête, Stuart a déjà été contraint de se retirer d’Écosse et la rébellion a été écrasée à la bataille de Culloden (1746). Les projets français d'invasion de la Grande-Bretagne sont abandonnés jusqu'à la fin du conflit.
En 1759, pendant la guerre de Sept Ans, le duc de Choiseul reprend à son compte l'idée qu'une attaque sur son sol contraindrait la Grande-Bretagne à sortir de la guerre. Il reprend les plans d'invasion de 1744 et définit plusieurs points de débarquement possibles le long de la côte sud de l'Angleterre. Il est alors convaincu que l'échec de 1744 a résulté, comme cela avait été le cas auparavant pour l'Invincible Armada, de la volonté de combiner une flotte de vaisseaux de guerre et de transports de troupes. Son plan consiste à faire passer en quelques heures des troupes du Havre à Portsmouth, sans la protection de la marine, et de mettre un terme rapidement à la guerre. Il rejette alors Dunkerque comme point de départ en se fondant sur l'échec de 1744. Cette tentative sera aussi un échec, tout comme celles de 1779 et 1804.

## Sources et bibliographie
- (en) Reed Browning, The Duke of Newcastle, Yale University Press, 1975
- (en) Norman Longmate, Island Fortress : The Defence of Great Britain, 1603-1945, Harper Collins, 1993
- (en) Franck McLynn, 1759 : The Year Britain Became Master of the World, Pimlico, 2005
- (en) NAM Rodger, Command of the Ocean : A Naval History of Britain, 1649-1815, Penguin Books, 2006
- (en) Brendan Simms, Three Victories and a Defeat : The Rise and Fall of the First British Empire, Penguin Books, 2008
- Michel Vergé-Franceschi, La Marine française au XVIIIe siècle : guerres, administration, exploration, Paris, SEDES, coll. « Regards sur l'histoire », 1996, 451 p. (ISBN 2-7181-9503-7)
- Michel Vergé-Franceschi (dir.), Dictionnaire d'histoire maritime, Paris, éditions Robert Laffont, coll. « Bouquins », 2002, 1508 p. (ISBN 2-221-08751-8 et 2-221-09744-0, BNF 38825325)
- Rémi Monaque, Une histoire de la marine de guerre française, Paris, éditions Perrin, 2016, 526 p. (ISBN 978-2-262-03715-4)
- Georges Lacour-Gayet, La Marine militaire de la France sous le règne de Louis XV, Honoré Champion éditeur, 1902, édition revue et augmentée en 1910 (lire en ligne)